# Benaoján
Benaoján – niewielka miejscowość leżąca na południu Hiszpanii w Andaluzji w prowincji Malaga.
Miasto znajduje się w odległości 17 km od Rondy i 136 km od siedziby prowincji. Znajduje się tu jaskinia Cueva de la Pileta.